# Saskia de Brauw
Saskia Deirdre de Brauw (Amsterdam, 19 april 1981) is een Nederlands fotomodel en kunstenares. Ze is woonachtig in Parijs. Haar kenmerken als model zijn haar androgyne uiterlijk en korte haar. Als kunstenaar werkt ze met uiteenlopende media en is ze performer.

## Biografie
De Brauw is dochter van een Nederlandse bedrijfsjurist en een Engelse advocaat. Ze is een telg van het adelsgeslacht De Brauw en mag hierdoor het predicaat jonkvrouw dragen. Op 15-jarige leeftijd werd ze opgemerkt door een scout. Van haar zestiende tot achttiende jaar werkte ze als model in Nederland, Duitsland en België. Hierna ging ze studeren aan de Gerrit Rietveld Academie in Amsterdam, en studeerde daar in 2008 af. Hierna hield ze zich bezig met het maken van installaties en optredens, waar teksten, foto's en video's gemixt werden.
Op 29-jarige leeftijd hervatte De Brauw haar modellenwerk. In oktober 2010 introduceerde Riccardo Tisci van Givenchy haar bij Carine Roitfeld, de toenmalige hoofdredacteur van de Franse Vogue. Roitfeld koos De Brauw als covermodel van de laatste Franse Vogue onder haar hoofdredacteurschap, die in maart 2011 verscheen. In dezelfde maand plaatste ook de Italiaanse Vogue haar op de cover.
Hierna is De Brauw te zien geweest in campagnes van grote modehuizen als Versace, Chanel, Fendi, Prada, Armani en Lanvin. Ze wordt de muze van Karl Lagerfeld genoemd. Begin 2013 speelde De Brauw, naast Tilda Swinton en Andreja Pejić, een rol in de videoclip voor "The Stars (Are Out Tonight)" van David Bowie. In december 2013 stond ze samen met Daft Punk op de cover van M, de weekendbijlage van Le Monde. Begin 2014 plaatste Models.com haar op de tweede plaats in haar top 50 van beste modellen.